# Hélilagon
Hélilagon est une entreprise appartenant à SAF Aerogroup, spécialisé dans le transport par hélicoptère sur l'île de La Réunion, département d'outre-mer français dans le sud-ouest de l'océan Indien. Basée sur l'altiport de L'Éperon, sur le territoire de la commune de Saint-Paul, elle propose des survols touristiques de l'île et accepte également des missions de travail aérien plus spécifiques. Ainsi assure-t-elle les rotations techniques dans les Terres australes et antarctiques françaises en opérant depuis le pont arrière du Marion Dufresne. Elle exploite également les hélicoptères d'évacuation médicale du SAMU 974 et 976. 

## Flotte
La flotte est composée de 12 appareils dont : (Mars 2024)
- 6 AS350 Ecureuil et AS355
- 3 Eurocopter EC130
- 3 Eurocopter EC135